# Эскалера, Хосе Николас де ла
Хосе Николас де Эскалера (исп. José Nicolás de Escalera, род. 1734 г. — ум. 1804 г.) — кубинский художник.

## Жизнь и творчество

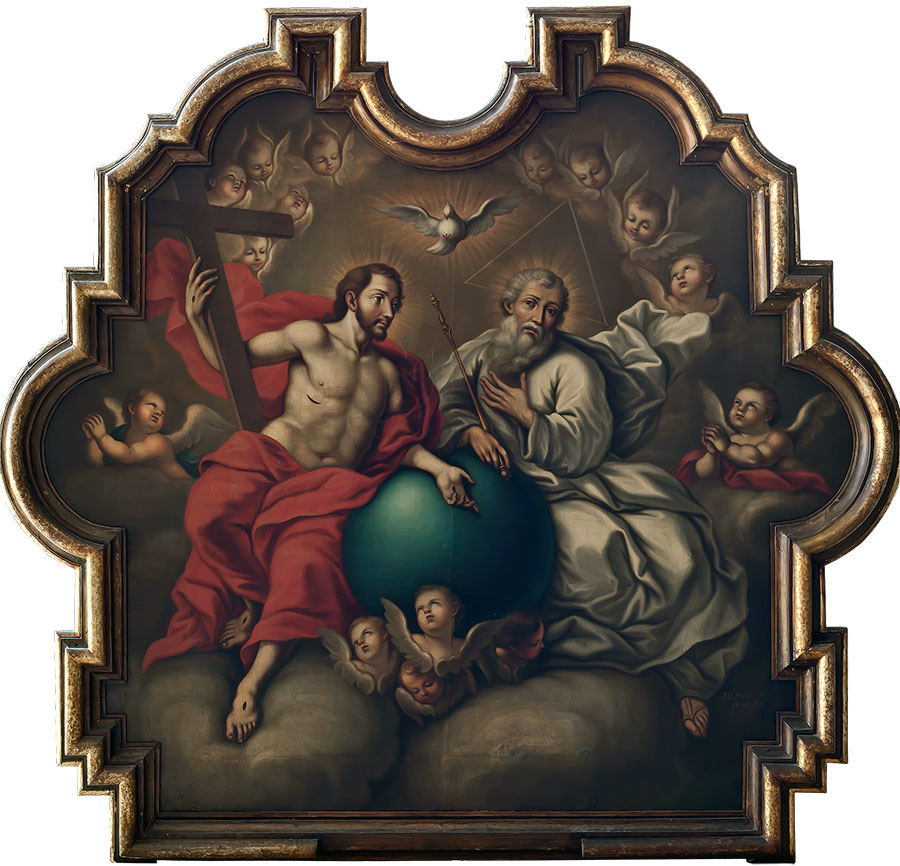
Хосе Николас де ла Эскалера, Святая Троица

О жизненных обстоятельствах художника известно немного. Хосе Н. де ла Эскалера был живописцем-самоучкой, однако работы его являются развитием творчества художников Андалузии XVII—XVIII столетий, в первую очередь севильской школы живописи и Бартоломе Эстабана Мурильо. Эскалера создавал картины преимущественно на религиозную тематику, наиболее известные из них «Святой Иосиф и дитя» и «Святая Троица», хранящиеся в Национальном музее изящных искусств в Гаване. Занимался также росписями церквей и соборов (купол собора Санта-Мария-дель-Росарио, в 1760—1766). Был известен также как превосходный портретист (один из его лучших портретов — известного историка Карлоса Мануэля Тремес-и-Говен).
Писал свои картины преимущественно масляными красками.